# NGC 5207
NGC 5207 est une vaste galaxie spirale intermédiaire située dans la constellation de la Vierge. Sa vitesse par rapport au fond diffus cosmologique est de 7 926 ± 20 km/s, ce qui correspond à une distance de Hubble de 116,9 ± 8,2 Mpc (∼381 millions d'al). NGC 5207 a été découverte par l'astronome germano-britannique William Herschel  en 1787.
La classe de luminosité de NGC 5207 est II et elle présente une large raie HI.
À ce jour, 11 mesures non basées sur le décalage vers le rouge (redshift) donnent une distance de 101,473 ± 12,494 Mpc (∼331 millions d'al), ce qui est à l'intérieur des valeurs de la distance de Hubble. Notons cependant que c'est avec la valeur moyenne des mesures indépendantes, lorsqu'elles existent, que la base de données NASA/IPAC calcule le diamètre d'une galaxie et qu'en conséquence le diamètre de NGC 5207 pourrait être d'environ 64,6 kpc (∼211 000 al) si on utilisait la distance de Hubble pour le calculer.
À ce jour, 11 mesures non basées sur le décalage vers le rouge (redshift) donnent une distance de 101,473 ± 12,494 Mpc (∼331 millions d'al), ce qui est à l'intérieur des valeurs de la distance de Hubble. Notons cependant que c'est avec la valeur moyenne des mesures indépendantes, lorsqu'elles existent, que la base de données NASA/IPAC calcule le diamètre d'une galaxie et qu'en conséquence le diamètre de NGC 5207 pourrait être d'environ 64,6 kpc (∼211 000 al) si on utilisait la distance de Hubble pour le calculer.